# Tatort: Blechschaden
Blechschaden ist der achte Fernsehfilm aus der Fernseh-Kriminalreihe Tatort der ARD und des ORF. Der Film wurde vom NDR produziert und am 13. Juni 1971 zum ersten Mal gesendet. Mit ihm führte der NDR die Figur des Kommissar Finke ein, der in sechs weiteren Folgen ermittelte.

## Handlung
Der Bauunternehmer Alwin Breuke und seine Geliebte Monika kehren des Nachts von einem Wochenendausflug in das Ostseebad Travemünde in ihr Heimatdorf Sieverstedt zurück. Breuke sorgt sich, dass seine Frau von dem Seitensprung erfahren haben könnte, und fährt unkonzentriert und zu schnell. Auf der Landstraße rammt er den Jugendlichen Harald Lossmann, der ebenfalls in Sieverstedt wohnt und an diesem Abend mit dem Fahrrad unterwegs ist. Breuke begeht Fahrerflucht und lässt das Unfallopfer auf der Straße liegen, wo es wenig später verblutet. Zuhause angekommen versucht Breuke den Blechschaden an seinem Auto zu vertuschen, indem er den Wagen gegen die Toreinfahrt stößt. Er merkt nicht, dass seine Frau das Manöver aus dem Fenster beobachtet. Auch sie ist ihrem Ehemann untreu und hat eine Affäre mit dem Ingenieur Joachim Seidel, der in der Firma der Breukes angestellt ist. Sie erzählt ihm tags darauf von dem Vorfall, hat inzwischen auch von dem Unfall erfahren und hofft, das Wissen gegen ihren Mann einsetzen zu können, wenn es zur von ihr gewünschten Scheidung kommt. Frau Breuke ist nicht die einzige Geliebte von Seidel, der ohne ihr Wissen auch noch eine Beziehung mit Inge hat.
Kriminalhauptkommissar Finke und sein junger Assistent Jessner aus Kiel sind bald darauf mit den Ermittlungen in dem Fall beschäftigt. Ein Erpresser möchte Nutzen aus den Ereignissen ziehen und fordert mit einer weiblichen Stimme und immer gleichem Text telefonisch 10.000 DM von Breuke. Dieser verdächtigt seine Geliebte und übergibt ihr das Geld in der Annahme, die Angelegenheit damit geregelt zu haben. Sie nimmt das Geld an, die Anrufe enden jedoch nicht. Um das Geld von Monika zurückzubekommen, als ihm klar wird, dass sie nicht die Erpresserin ist, schlägt Breuke sie später nieder. Derweil wird der unschuldige Jugendliche Peter Reichert aus Sieverstedt der Fahrerflucht verdächtigt und verhaftet. Reichert ist in Verdacht geraten, weil er sich in der Tatnacht wegen eines Mädchens mit dem Toten gestritten hatte. Bald darauf gibt es in Sieverstedt tatsächlich einen Mord: Seidel wird erschossen aufgefunden. Stiefelabdrücke am Tatort weisen auf Herrn Breuke als Täter hin. Breuke wird vorläufig festgenommen und gibt im anschließenden Verhör die Fahrerflucht zu. Er gesteht, erpresst worden zu sein und seine Münzsammlung dafür verkauft zu haben. Jedoch bestreitet er, Seidel ermordet zu haben, als der Kommissar ihn mit der Tatsache konfrontiert, dass Seidel unter Nutzung von Tonbandaufnahmen mit Inges Stimme, die er sich mithilfe eines Tricks von ihr erschlichen hat, sein Erpresser war.
Finke beauftragt seinen Hamburger Kollegen Trimmel, Breukes Geliebte Monika zu überprüfen. Trimmel findet heraus, dass Monika durch Breuke bei einem Streit verletzt wurde, bei dem er sein Geld zurückforderte. Der Kommissar lässt Breukes Frau auf die Polizeiwache kommen. Beim Verhör stellt sich heraus, dass Frau Breuke von seinen Geliebten wusste. Anhand der Abdrucktiefe der Stiefel kann Finke darstellen, dass die Stiefel nicht von Breuke getragen worden sein können, sondern höchstwahrscheinlich von einer leichteren Person. Er wirft ihr den Mord an Seidel vor und sie gesteht ihn. Sie sah sich von Seidel hintergangen und gedemütigt, hat ihn erschossen und danach versucht, ihren Mann durch gefälschte Spuren für diese Tat ins Gefängnis zu bringen.

## Hintergrund
Der Film wurde vom Februar bis März 1971 gedreht. Die Außenaufnahmen entstanden in Kiel und Umgebung sowie Hamburg und Umgebung. Einige Aufnahmen wurden unter anderem in der kleinen schleswig-holsteinischen Stadt Barmstedt gemacht, die auch in der Folge Kurzschluß als Kulisse diente. Seidel-Darsteller Götz George wurde zehn Jahre später als Tatort-Kommissar Horst Schimanski bekannt.
Die Erstausstrahlung von Blechschaden am 13. Juni 1971 in ARD und ORF 1 erreichte in Deutschland einen Marktanteil von 60,0 Prozent für Das Erste.

## Kritik
TV Spielfilm gab den Daumen nach oben, lobte die „dichte Krimitragödie, ein Tatort-Klassiker“ und fand, „dieses Juwel, Petersens erster Beitrag zur Reihe, sieht man leider selten“.